# Château de Penrice
 (février 2023).
 (avril 2025).
Le contenu est difficilement compréhensible vu les erreurs de traduction, qui sont peut-être dues à l'utilisation d'un logiciel de traduction automatique.
Le château de Penrice (gallois : Castell Pen-rhys) est un château du XIIIe siècle près de Penrice, près de Swansea, sur la péninsule de Gower, au pays de Galles. A proximité se trouve un hôtel particulier néo-classique construit dans les années 1770.

## Histoire
Le château de Penrice est le successeur, au XIIIe siècle, d'un anneau fort au sud-est, connu sous le nom de Mountybank. Il est construit par la famille de Penrice, qui y a reçu des terres pour sa part dans la conquête normande de Gower. La dernière de Penrice épouse un Mansel en 1410 et le château et ses terres passent à la famille Mansel. Les Mansels achètent ensuite l'abbaye de Margam et en font leur siège principal, tout en conservant leurs terres de Gower. Le château est endommagé pendant la guerre civile anglaise du XVIIe siècle.
Le château de pierre est un grand hexagone irrégulier avec un donjon rond sur le côté ouest, auquel sont attachés deux autres tours et un manteau partiel ou un mur de chemise. À l'angle nord-ouest se trouve une guérite jumelle à tour carrée avec une autre tour à l'intérieur. Le terrain s'effondre abruptement vers le nord, l'est, le sud et le sud-ouest, où se trouvent diverses autres tourelles, bien que non disposées scientifiquement. L'ensemble de la structure est maintenant dans un état dangereux, mais le mur sud est visible depuis le sentier qui passe devant le manoir du XVIIIe siècle sur le domaine (51°34′27″N 4°10′15″W / 51.5742°N 4.1707°W), immédiatement au sud.
Le manoir construit dans les années 1770 par l'architecte néo-classique Anthony Keck pour Thomas Mansel Talbot (1747-1813) de Margam et Penrice, est lui-même classé Grade I et parmi les plus belles maisons de campagne du Pays de Galles. Pendant la construction du manoir, le parc environnant, également classé Grade I, est aménagé vers 1773-1776 par William Emes, un disciple de Capability Brown. Il est construit pour abriter la collection d'antiquités et d'œuvres d'art de Thomas Mansel Talbot. Il visite l'Italie entre 1769 et 1773 et achète des antiquités à Thomas Jenkins, Gavin Hamilton et Giovanni Battista Piranesi, dont une Minerve avec un casque en bronze et un monument funéraire (aujourd'hui au Courtauld Institute de Londres). Il achète également des meubles modernes d'Albacini et de Valadier et des sculptures contemporaines de Johan Tobias Sergel, et commande des bustes de lui-même et du pape Clément XIV à Christopher Hewetson (en) (ce dernier maintenant au Victoria and Albert Museum, Londres). En outre, il achète des peintures de Rembrandt et Hackert et des dessins de Poussin. Ses collections sont expédiées d'Italie en 1772 et 1775 et exposées après son mariage en 1792. Une grande partie de la collection est ensuite transférée au château de Margam et vendue aux enchères en 1941.
Des informations sur la maison et la famille Penrice en 1799–1806 et après apparaissent dans les journaux publiés et la correspondance d'une gouvernante d'origine écossaise, Agnes Porter. Cela est rassemblé par Joanna Martin, après avoir trouvé les matériaux sources dans le grenier du château vers 1973.
Le manoir est maintenant habité par la famille Methuen-Campbell, descendants directs des de Penrice.